# سيد كاتلن
سيد كاتلن (بالإنجليزية: Sid Catlin)‏ هو لاعب كرة قدم أسترالية أسترالي، ولد في 24 ديسمبر 1949.

## وصلات خارجية
- سيد كاتلن على موقع AustralianFootball.com (الإنجليزية)
- سيد كاتلن على موقع AFLtables.com (الإنجليزية)